# Interstate 89
Pour les articles homonymes, voir I89 et Route 89.
L'Interstate 89 (ou I-89) est une autoroute américaine située dans le centre et le nord-ouest de la région de la Nouvelle-Angleterre, aux États-Unis. Elle est la principale autoroute du sud du New Hampshire et du centre et du nord-ouest du Vermont, les deux seuls états qu'elle traverse. Globalement, elle assure le lien Montréal-Boston en passant par Burlington et Montpelier. Son tracé fait partie du Interstate Highway System. Avec une longueur de 191,12 miles (307,58 km), elle est l'une des trois autoroutes principales de la Nouvelle-Angleterre, avec l'I-91 et l'I-93.

## Description du tracé
|       | mi     | km     |
| ----- | ------ | ------ |
| NH    | 60,87  | 97,96  |
| VT    | 130,25 | 209,62 |
| Total | 191,12 | 307,58 |

### New Hampshire
Le terminus sud de l'I-89 est situé au sud de la capitale du New Hampshire, Concord, à sa jonction avec l'I-93. Depuis cette jonction, Manchester est située 15 miles au sud, et Concord, 5 miles au nord. Ce point correspond également au terminus nord du Everett Turnpike.
Elle se dirige aussitôt vers l'ouest pour 8 miles, entre les sorties 1 et 5, jusqu'à Hopkinton, en traversant un territoire plutôt forestier. Elle bifurque ensuite vers le nord-ouest sur une distance de 45 miles pour traverser la région vallonneuse du sud-ouest du New Hampshire. Elle ne traverse aucun village significatif entre les sorties 5 et 17, puis au mile 55, elle bifurque vers l'ouest pour descendre dans la vallée du fleuve Connecticut. Elle passe notamment au nord de Lebanon avant de traverser la rivière, frontière naturelle entre le New Hampshire et le Vermont. La section dans le New Hampshire mesure un peu plus de 60 miles.

### Vermont
Aussitôt entrée dans l'état du Vermont, elle croise l'I-91, la principale autoroute sud / nord du Vermont, suivant la rive ouest du fleuve Connecticut, reliant l'état à Springfield, Hartford, New Haven ainsi qu'au poste frontalier de Stanstead au nord.

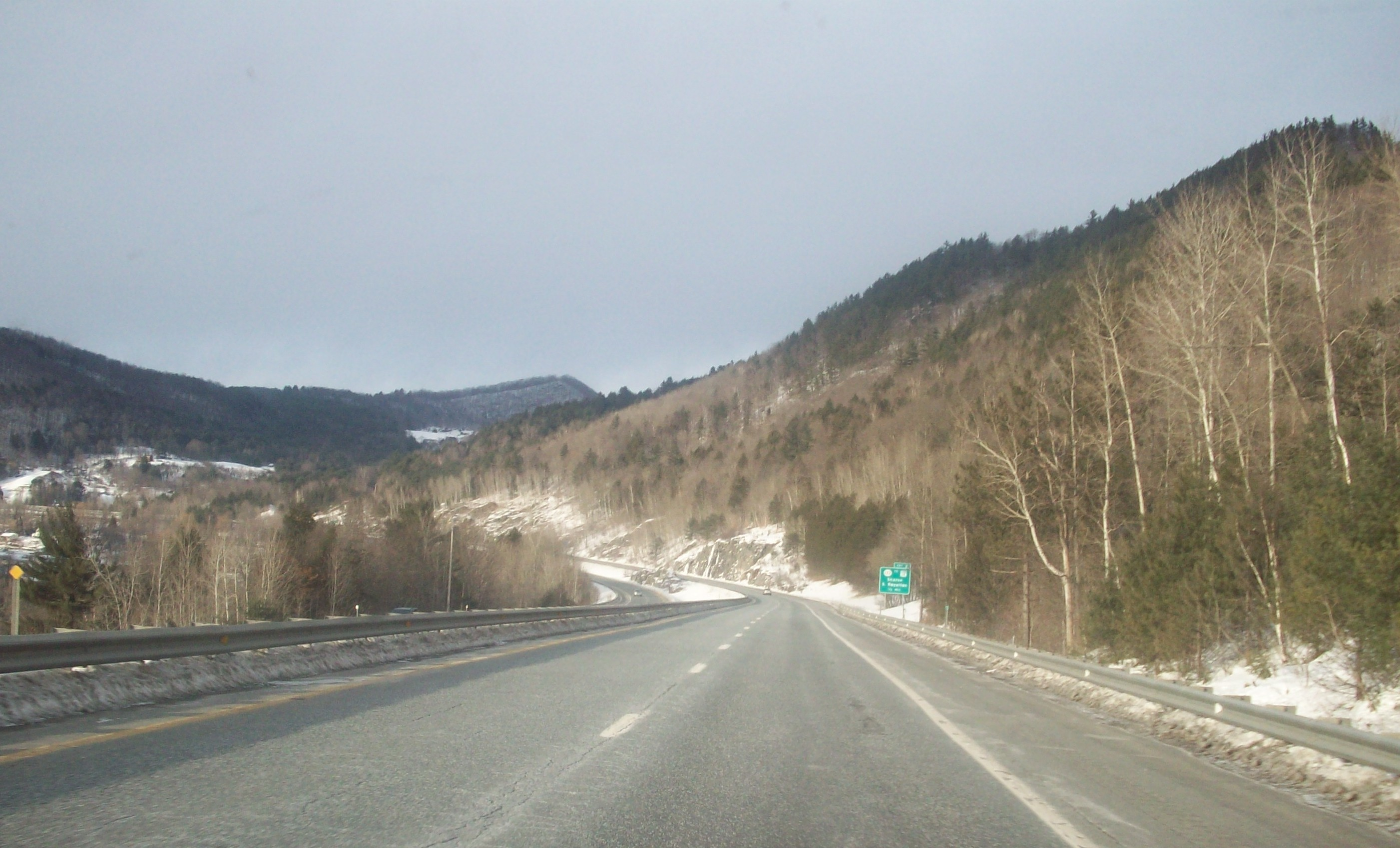
I-89 nord près de la sortie 2

L'I-89 se dirige vers l'ouest en passant au sud de White River Junction, puis bifurque vers le nord-ouest après la sortie 1 pour devenir une autoroute plus sinueuse à travers les Montagnes Vertes. Elle possède de nombreuses courbes et pentes abruptes dans cette section. À la suite de la sortie 3, elle se dirige plein nord en continuant de traverser une région montagneuse jusqu'aux sorties 7 et 8, où elle passe au sud-ouest de la capitale du Vermont, Montpelier. Elle bifurque ensuite vers l'ouest-nord-ouest pour une distance de 35 miles, en suivant de très près la U.S. Route 2, passant notamment près de Waterbury (sortie 10). Le territoire est très valloneux dans cette section, l'I-89 passant à l'intérieur d'une grande vallée. À la suite de la sortie 11, elle descend la vallée du lac Champlain en approche de Burlington, la plus grande ville de l'État.
À South Burlington, elle croise l'I-189 et bifurque vers le nord pour passer à l'est de Burlington. La sortie 14 relie l'autoroute au centre-ville, puis traverse le secteur de Winooski à la hauteur de la sortie 15. Pour les 40 derniers miles dans l'État, elle suit la vallée du lac Champlain en étant située entre 1 et 5 miles du lac. Dans cette section, elle passe à l'est de St. Albans et de Swanton. Ce segment est plutôt forestier et agricole. L'autoroute s'approche du 45e parallèle, point marquant la frontière entre le Canada et les États-Unis.
Immédiatement après la sortie 22 à Highgate, soit la dernière sortie dans l'État et le pays, elle rejoint la frontière au poste frontalier de Saint-Armand (Philipsburg), ce point étant le terminus nord de l'I-89. Au Québec, l'autoroute devient la route 133 vers Saint-Jean-sur-Richelieu (50 kilomètres) et Montréal (85 kilomètres). Ultimement, c'est l'Autoroute 35 qui sera reliée à l'I-89. Cela permettra d'offrir un lien autoroutier continu entre Montréal et Boston.

## Liste des sorties

### New Hampshire
Le New Hampshire utilise des numéros de sortie séquentiels.
| Interstate 89                                     |                    |       |       |        |                                                                  |                                                          |
| Comté                                             | Municipalité       | mi    | km    | Sortie | Intersections / Destinations                                     | Notes                                                    |
| Merrimack                                         | Bow                | 0,00  | 0,00  | —      | NH 3A (en) – Bow Junction, Concord, Hooksett, Manchester         | Intersection à niveau                                    |
| Merrimack                                         | Bow                | 0,00  | 0,00  | —      | I-93 vers I-393 / US 4 – Concord, Portsmouth, Manchester, Boston |                                                          |
| Merrimack                                         | Bow                | 0,22  | 0,36  | 1      | Logging Hill Road – Bow                                          |                                                          |
| Merrimack                                         | Concord            | 2,13  | 3,42  | 2      | NH 13 (en) (Clinton Street) – Concord                            |                                                          |
| Merrimack                                         | Concord            | 3,85  | 6,19  | 3      | Stickney Hill Road                                               | Sortie direction nord, entrée direction sud              |
| Merrimack                                         | Hopkinton          | 6,59  | 10,61 | 4      | US 202 / NH 9 (en) vers NH 103 (en) – Hopkinton                  | Sortie direction nord, entrée direction sud              |
| Merrimack                                         | Hopkinton          | 8,53  | 13,73 | 5      | US 202 / NH 9 (en) – Henniker, Keene, Hopkinton                  | Sortie direction nord vers US 202 / NH 9 ouest seulement |
| Merrimack                                         | Hopkinton          | 10,21 | 16,43 | 6      | NH 127 (en) – Contoocook, West Hopkinton                         |                                                          |
| Merrimack                                         | Warner             | 14,19 | 22,83 | 7      | NH 103 (en) – Davisville, Contoocook                             |                                                          |
| Merrimack                                         | Warner             | 16,79 | 27,02 | 8      | NH 103 (en) – Warner                                             | Sortie direction nord, entrée direction sud              |
| Merrimack                                         | Warner             | 19,93 | 32,07 | 9      | NH 103 (en) – Warner, Bradford                                   |                                                          |
| Merrimack                                         | Sutton             | 26,87 | 43,25 | 10     | North Road vers NH 114 (en) – Sutton                             |                                                          |
| Merrimack                                         | New London         | 30,92 | 49,76 | 11     | NH 11 (en) est (King Hill Road) – New London                     | Terminus sud du multiplex avec NH 11                     |
| Merrimack                                         | New London         | 34,79 | 55,67 | 12     | NH 11 (en) ouest vers NH 103A (en) – New London, Sunapee         | Terminus nord du multiplex avec NH 11                    |
| Sullivan                                          | Sunapee            | 37,02 | 59,58 | 12A    | Vers NH 114 (en) – George Mills, Springfield                     |                                                          |
| Sullivan                                          | Grantham           | 43,04 | 69,27 | 13     | NH 10 (en) sud – Grantham, Croydon                               | Terminus sud du multiplex avec NH 10                     |
| Sullivan                                          | Grantham           | 48,02 | 77,28 | 14     | Grantham nord                                                    | Sortie direction sud, entrée direction nord              |
| Grafton                                           | Enfield            | 50,38 | 81,07 | 15     | Smith Pond Road / Old Route 10 – Montcalm                        |                                                          |
| Grafton                                           | Enfield            | 51,80 | 83,36 | 16     | Methodist Hill Road / Eastman Hill Road – Purmort                |                                                          |
| Grafton                                           | Lebanon            | 54,13 | 87,11 | 17     | US 4 vers NH 4A (en) – Enfield, Canaan                           |                                                          |
| Grafton                                           | Lebanon            | 56,02 | 90,15 | 18     | NH 120 (en) – Lebanon, Hanover                                   |                                                          |
| Grafton                                           | Lebanon            | 58,30 | 93,83 | 19     | US 4 / NH 10 (en) nord – West Lebanon, Hanover                   | Terminus nord du multiplex avec NH 10                    |
| Grafton                                           | Lebanon            | 60,33 | 97,09 | 20     | NH 12A (en) – West Lebanon, Claremont                            |                                                          |
| Fleuve Connecticut                                | Fleuve Connecticut | 60,86 | 97,95 |        | I-89 nord – Montpelier, Burlington                               | Continue au Vermont                                      |
| - Terminus de multiplex - Péage - Accès incomplet |                    |       |       |        |                                                                  |                                                          |

### Vermont
En 2021, le Vermont a commencé à utiliser des numéros de sortie basés sur la distance. Il utilisait, jusqu'alors, des numéros séquentiels.
| Interstate 89      |                    |        |        |        |                                                                              |                                                                             |
| Comté              | Municipalité       | mi     | km     | Sortie | Intersections / Destinations                                                 | Notes                                                                       |
| Fleuve Connecticut | Fleuve Connecticut | 0,00   | 0,00   |        | I-89 sud – Concord, Manchester, Boston                                       | Continue au New Hampshire                                                   |
| Windsor            | Hartford           | 0,57   | 0,92   | 1      | I-91 – White River Junction, Brattleboro                                     | Indiqué sortie 1A-B en direction nord; sortie 10A (69A) 10B (69B) de l'I-91 |
| Windsor            | Quechee            | 3,93   | 6,33   | 3      | US 4 – Woodstock, Rutland                                                    |                                                                             |
| Windsor            | Sharon             | 13,42  | 21,60  | 13     | VT 132 (en) vers VT 14 (en) – Sharon, South Royalton                         |                                                                             |
| Windsor            | Royalton           | 22,12  | 35,60  | 22     | VT 107 (en) vers VT 14 (en) / VT 100 (en) – Bethel, Royalton                 |                                                                             |
| Orange             | Randolph           | 30,90  | 49,73  | 30     | VT 66 (en) vers VT 12 (en) – Randolph                                        |                                                                             |
| Orange             | Williamstown       | 42,95  | 69,12  | 42     | VT 64 (en) vers VT 12 (en) / VT 14 (en) – Northfield, Williamstown           |                                                                             |
| Washington         | Berlin             | 46,92  | 75,51  | 47     | VT 63 (en) est vers VT 14 (en) – South Barre, Barre                          |                                                                             |
| Washington         | Berlin             | 50,29  | 80,93  | 50     | VT 62 (en) est vers US 302 – Berlin, Barre                                   |                                                                             |
| Washington         | Montpelier         | 52,94  | 85,20  | 52     | US 2 vers VT 12 (en) – Montpelier, Saint-Johnsbury                           |                                                                             |
| Washington         | Middlesex          | 58,72  | 94,50  | 58     | US 2 vers VT 100B (en) – Middlesex, Moretown                                 |                                                                             |
| Washington         | Waterbury          | 63,76  | 102,61 | 63     | VT 100 (en) vers US 2 – Waterbury, Stowe                                     |                                                                             |
| Chittenden         | Richmond           | 78,41  | 126,19 | 78     | US 2 vers VT 117 (en) – Richmond, Williston, Bolton                          |                                                                             |
| Chittenden         | Williston          | 83,96  | 135,12 | 83     | VT 2A (en) vers US 2 / VT 116 (en) – Williston, Essex Junction               |                                                                             |
| Chittenden         | South Burlington   | 87,49  | 140,80 | 87     | I-189 ouest vers US 7 – Burlington, Shelburne, Rutland                       | Terminus est de l'I-189                                                     |
| Chittenden         | South Burlington   | 88,73  | 142,80 | 88     | US 2 – South Burlington, Burlington                                          | Indiqué sortie 88A (est) et 88B (ouest)                                     |
| Chittenden         | Winooski           | 90,48  | 145,61 | 90     | VT 15 (en) – Winooski, Essex Junction                                        | Sortie direction nord, entrée direction sud                                 |
| Chittenden         | Colchester         | 91,49  | 147,24 | 91     | US 2 / US 7 vers VT 15 (en) – Winooski, Colchester                           |                                                                             |
| Chittenden         | Colchester         | 97,87  | 157,51 | 97     | US 2 / US 7 – Îles du Lac Champlain, Milton, Colchester                      |                                                                             |
| Franklin           | Georgia            | 106,55 | 171,48 | 106    | US 7 / VT 104A (en) – Georgia Center, Fairfax, Milton                        |                                                                             |
| Franklin           | Saint Albans       | 113,75 | 183,06 | 113    | St. Albans State Highway vers US 7 / VT 36 (en) / VT 104 (en) – Saint Albans |                                                                             |
| Franklin           | Saint Albans       | 117,63 | 189,31 | 117    | US 7 / VT 207 (en) – Saint Albans                                            |                                                                             |
| Franklin           | Swanton            | 123,37 | 198,55 | 123    | VT 78 (en) vers US 7 – Swanton                                               |                                                                             |
| Franklin           | Highgate           | 129,83 | 208,94 | 129    | US 7 sud – Highgate                                                          | Terminus nord de la US 7; dernière sortie aux États-Unis                    |
| Franklin           | Highgate           | 130,25 | 209,62 | —      | Route 133 nord vers A-35 – Saint-Jean-sur-Richelieu, Montréal                | Continue au Québec, Canada                                                  |
| - Accès incomplet  |                    |        |        |        |                                                                              |                                                                             |

## Autoroutes reliées

### Vermont
- I-189